# Tshabong
Tshabong (također i Tsabong) grad je u Bocvani, sjedište distrikta Kgalagadi. Nalazi se na samom jugu države, u pustinji Kalahari, 20 km od granice s Južnoafričkom Republikom. Ima zračnu luku.
Godine 2001. Tshabong je imao 6.591 stanovnika.

## Vanjske poveznice

### Ostali projekti
|  | Zajednički poslužitelj ima još gradiva o temi Tshabong |